# Національний музей природничої історії Уругваю
34°53′40″ пд. ш. 56°10′48″ зх. д. / 34.8945° пд. ш. 56.1801° зх. д.
Національний музей природничої історії (ісп. Museo Nacional de Historia Natural, MNHN) — музей природничої історії у Монтевідео (Уругвай). Він був відкритий у 1838 році і є найстарішою науковою установою в Уругваї та однією з найстаріших природничих колекцій у світі.

## Історія
У вересні 1837 року уряд Уругваю створив комісію для створення бібліотеки та національного музею. Дамасо Антоніо Ларраньяга був призначений президентом комісії, але сама комісія попросила Теодоро Вілардебо взяти обов'язки на себе. У грудні комісія здійснила експедицію, для розкопок решток гліптодона на берегах річки Педернал у департаменті Канелонес, результати якої були опубліковані в 1838 році. Сам музей відкрився 18 липня 1838 року. Музей, найстаріша наукова установа Уругваю. Він створений ще до Американського музею природничої історії (1871) та Музею природознавства в Лондоні (1881).
У 1840 році директором призначений поет Франсіско Акунья де Фігероа і на кілька років інтерес до розвитку музею згас. Згодом його запаси зменшилися, а конфлікт між правлінням музею та центральним урядом призвів до того, що останній повернув собі управління в 1870 році. У 1875 році уряд запровадив нові правила щодо музею, які накладали на директора нові обов'язки підтримувати та розвивати музейні фонди, класифікувати їх і регулярно звітувати про роботу музею. У 1879 році музей перемістили до західного крила театру Соліс, де він залишався до 2000 року, оскільки раніше розміщувався на вулиці Саранді 472 з 1867 по 1878 рік. У 1880 році Національна бібліотека Уругваю і Національний музей були розділені.
Оскільки реформи 1875 року виявились недостатніми, у 1888 році створили нову комісію на чолі з директором Хуаном Месою для реорганізації музею та його роботи. За цим у 1890 році була ще одна комісія з реорганізації під керівництвом Хосе Аречавалета, а директором музею став Карлос Берг. Приблизно в цей час Національний музей почав розділятися на наукову частину, яка стала Національним природничим музеєм, і половину, присвячену мистецтву та гуманітарним наукам, яка стала Національним історичним музеєм і Національним музеєм образотворчого мистецтва. Це відокремлення офіційно оформили в 1911 році, а нинішня назва Національного музею природничої історії вперше з'явилася в документах в 1913 році. Коли Берг пішов у відставку в 1892 році, Аречавалета був призначений директором і продовжував займати цю посаду до своєї смерті в 1912 році.
У 1915 році музей придбав гербарій Аречавалета з 7000 зразків і приватну бібліотеку з 1500 книг. Вагомою частиною фондів музею сьогодні є гербарій.
Уже в 1902 році приміщення в театрі Solís вважалося непридатним, але музей існував там до 2000 року, коли під час шестирічної реконструкції театру він був змушений тимчасово переїхати в колишню книжкову крамницю Barreiro y Ramos, а потім, у 2006 році, в колишній аукціонний дім. Хоча MNHN раніше міг проводити виставки зі своєї бази в театрі, у нього не було постійних експозицій, і протягом багатьох років він взагалі був закритий для публіки, хоча колекції залишалися відкритими для дослідників.